# GEE (Zeitschrift)
GEE (Games Entertainment Education) ist eine von 2003 bis 2013 und seit 2022 wieder erscheinende deutsche Multiplattform-Computerspielezeitschrift. Sie wird vom Verlag GEE Media & Marketing GmbH in Hamburg herausgegeben, erschien achtmal jährlich, und enthält pro Ausgabe rund 100 Seiten.
Die Zeitschrift ist, im Gegensatz zu den meisten anderen Spielemagazinen kein klassisches Test-, sondern eher ein Hintergrundmagazin. Das Magazin verzichtete ab der Ausgabe Februar/März 2005 insbesondere auf Wertungen in Form von Zahlen und versuchte sich auch den kulturellen und künstlerischen Aspekten von Computer- und Videospielen zu widmen. Auch über das Medium hinausgehende Berichte oder auch Kurzgeschichten werden abgedruckt. Das Heft richtet sich vor allem an erwachsene Leser und langjährige Spieler.

## Geschichte
Die Erstausgabe erschien im Oktober 2003. Zur Ausgabe April 2007 wurde die Unterzeile von „Games_Entertainment_Education“ in „Love*for*Games“ geändert. Von Ausgabe Februar/März 2005 bis Mai/Juni 2006 lag der GEE eine DVD mit Videos getesteter Spiele, Filmtrailern, und videospielbezogenen Kurzfilmen bei.
Ab Ausgabe Februar/März 2005 verzichtete die GEE auf ein Wertungssystem, wie es in den meisten anderen Fachmagazinen eingesetzt wird. Stattdessen werden positive und negative Aspekte direkt im Testbericht dargestellt.
Ausgabe 61 (Mai 2011) war die letzte Printausgabe im bisherigen Format, die späteren Ausgaben wurden primär in digitaler Form als „GEE Display“ veröffentlicht, in App-Form für das iPad und iPhone. Eine Möglichkeit die GEE Display auf anderen Geräten zu lesen, gab es nicht. Eine gedruckte Ausgabe erschien weiterhin, jedoch nur noch vier Mal jährlich und in reduziertem Umfang. Am 14. Februar 2013 wurde eine „Kreativpause“ ausgerufen und die Veröffentlichung des Hefts vorerst beendet.
Am 9. Oktober 2013 wurde zum zehnjährigen Jubiläum eine Sonderausgabe in gedruckter Form veröffentlicht. In dieser Ausgabe wurde die endgültige Einstellung des Magazins bekanntgegeben.
Eine Neuauflage als Sonderausgabe mit der Heftnummer 70 erschien am 3. März 2022.

## Inhalt
Die Hauptkategorien jeder Ausgabe der GEE sind:
- Kreuzfeuer: Aktuelle Informationen, neue Videospiele-Gimmicks und eine Retro-Rubrik
- Storys: Ausführliche Reportagen über wegweisende zukünftige Computer- oder Videospiele, aber auch über Themen abseits des aktuellen Spielbetriebs
- Media: Tests (Reviews) von aktuellen Computer- oder Videospielen, DVDs und Musik-CDs, sowie sonstiger Produkte, die in irgendeiner Form mit Videospielen zu tun haben.

## Auflage
Im vierten Quartal 2007 lag die durchschnittliche monatlich verkaufte Auflage nach IVW bei 19.639 Exemplaren. Im Jahr 2011 lag die Druckauflage bei 28.000 Exemplaren und im letzten Jahr, in dem das Magazin noch regelmäßig herausgegeben wurde, lag die Druckauflage bei 26.800 Exemplaren.